# Kempenich
Kempenich est une municipalité allemande située dans le land de Rhénanie-Palatinat et l'arrondissement d'Ahrweiler.

## Personnalités liées à la ville
- Philipp Karl von Eltz (1665-1743), archevêque né au château de Kempenich.